# Cour du Chêne-Vert
La cour du Chêne-Vert est une voie située dans le 12e arrondissement de Paris, en France.

## Situation et accès
La voie débute au 48, rue de Charenton et se termine en impasse.
La cour du Chêne-Vert est accessible par la ligne de métro 8 à la station Ledru-Rollin.

## Origine du nom
Le nom de la voie fait référence à un chêne subsistant d'une ancienne plantation voisine qui a été abattu vers 1840.

## Historique
À l'origine, la cour du Chêne-Vert est une simple partie d'un passage plus long, le passage du Chêne-Vert. Avant 1887, ce passage débouchait dans l'avenue Daumesnil. L'ouverture de l'avenue Ledru-Rollin provoque la disparition de la majeure partie du passage et la partie restante prend le nom de « cour du Chêne-Vert ». Le passage passait sur l’emplacement du couvent des Franciscaines anglaises.

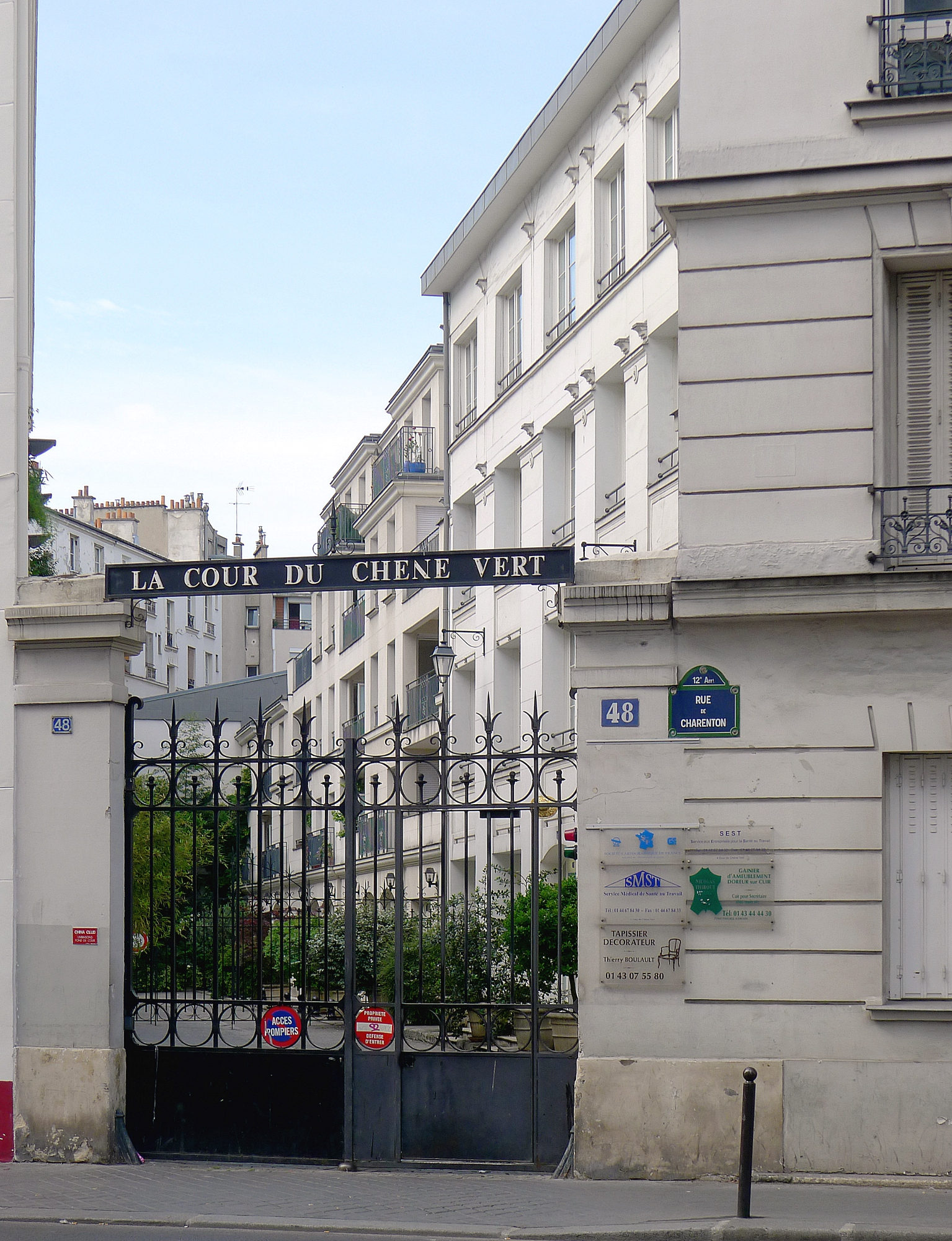
No 48, rue de Charenton, entrée de la cour.
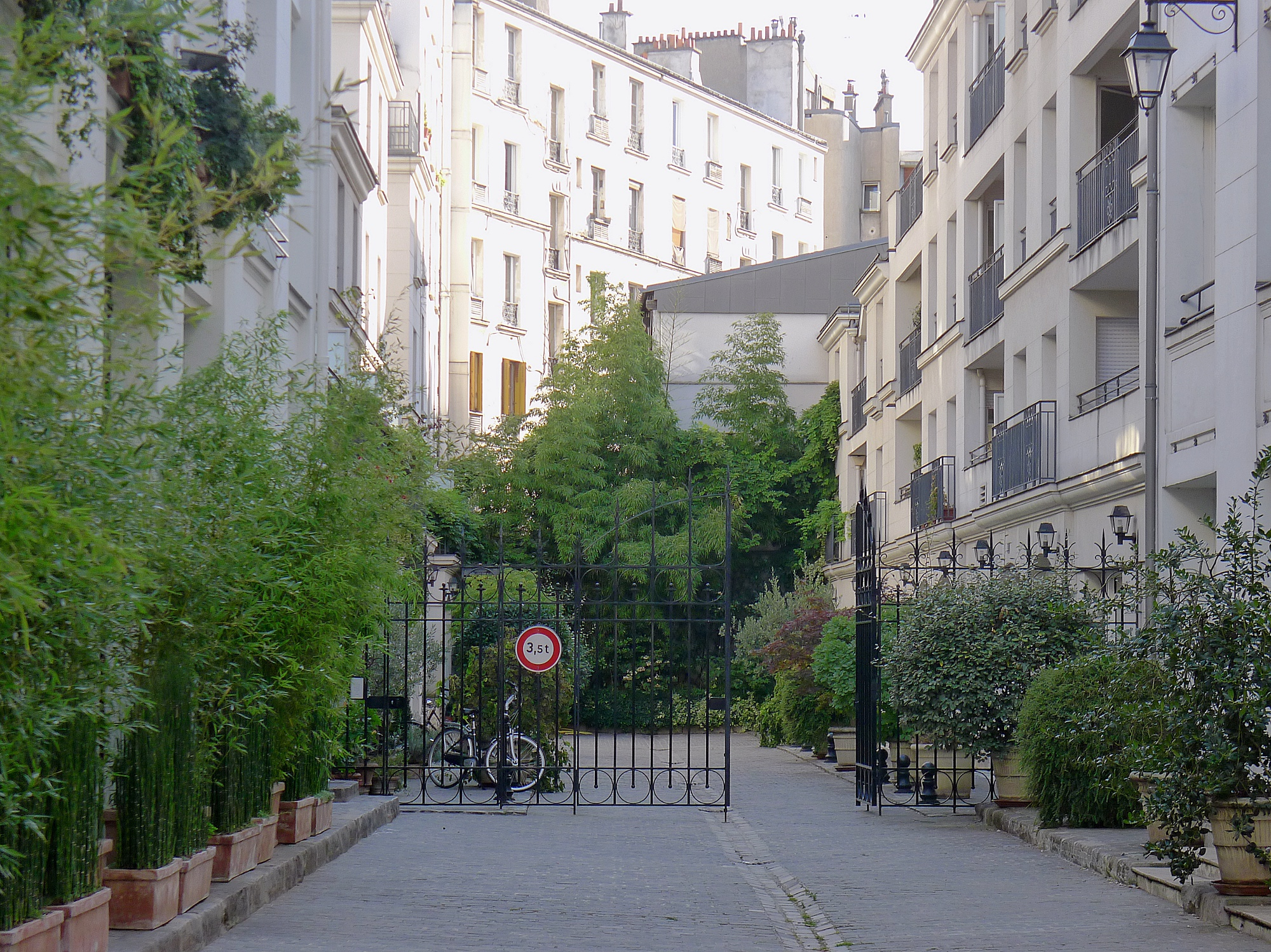
Cour du Chêne-Vert.